# Sargus vandykei
Sargus vandykei är en tvåvingeart som beskrevs av James 1941. Sargus vandykei ingår i släktet Sargus och familjen vapenflugor. Inga underarter finns listade i Catalogue of Life.